# 보혜사
보혜사(保惠師, 그리스어: παράκλητος parakletos 파라클레토스[*], 라틴어: paracletus 파라클레투스[*], 영어: paraclete)는 대언자, 변호사, 중재자, 협조자, 대변자라는 뜻이며, 그리스어 파라클레토스의 한자 의역(어)로 번역되었다
〈요한복음〉 14장 16~17절에서 예수가 또 다른 보혜사를 언급하며 처음 등장했다.
성경 번역판마다 사용하고 있는 용어에 다소 차이가 있다. 예를 들어, 한글성경의 개역한글판과 표준새번역판에서는 보혜사로 번역하고 있으며, 공동번역판에서는 협조자로, 가톨릭성경판에서는 보호자로 번역하고 있다. 영문성경의 킹제임스판과 YLT에서는 Comforter ("위로자")로, NIV와 RSV에서는 Counselor ("상담자" 또는 "고문")로, NRSV에서는 Advocate ("변호사")로, NASB에서는 Helper ("돕는 자")로 번역하고 있다.
보통명사이기에 성경에서 약속하신 보혜사(대언자, 변호사, 중재자, 협조자, 대변자)의 사명을 하는 존재를 이와 같이 부를 수 있다.
〈요한복음〉 14장 16~17절은 초림 당시, 예수가 자신의 제자들에게 하는 말로 16절에 "다른 보혜사"라는 낱말이 나오며 17절에서 이를 "진리의 영"이라고 말하고 있다.
여기서 주목할 점 두 가지는 "다른 보혜사"를 주겠다고 하는 것으로 보아 초림 당시의 보혜사는 육신이 있는(사람) 예수 자신이었음을 알 수 있다는 점과 예수님의 기도로 오게되는 다른 보혜사는 "영"이라는 사실이다.
초림 당시 예수가 보혜사라는 점은 〈요한1서〉 2장 1절에서 사도요한이 예수를 믿는 성도들에게 남긴 말에서도 확인이 가능하다.
예수를 대언자,곧 보혜사라고도 하였다. (개역한글판 난하주 참고)
요한복음 14장18절(하)에서도 예수는 자신이 다시 돌아온다고(I will come to you) 말한 것으로 보아 그 자신이 성령으로 올 것이라는 것을 뜻하고 있고, 요한복음 14장26절의 "보혜사 곧 아버지께서 내 이름으로 보내실 성령"(But the Comforter, which is the Holy Ghost)이란 표현을 보아도 보혜사는 곧 "성령"(the Comforter, the Holy Ghost)이란 걸 쉽게 알 수 있다. 또한 요한복음 16장7절과 8절에서 "내(그리스도)가 그(보혜사)를 너희에게 보내는데"라는 표현이 있는데 곧 그리스도가 보혜사라는 것을 말하고 있다. 
이 모든 것, 즉 보혜사로 다시 오는 성령은 요한복음 20장22절에서 그리스도가 제자들 가운데 나타나 "숨을 내쉬며 가라사대 성령을 받으라"는 말씀으로 최종 성취되었다고 볼 수 있다.

역사적으로 주로 이단의 교주들이 본인을 보혜사라고 칭하곤 했다.

## 성경 원문
〈요한복음〉 14장 16~17절 (아래의 판본들은 시대순으로 나열되어 있다.)
개역한글 (1961년)
16. 내가 아버지께 구하겠으니 그가 또 다른 보혜사를 너희에게 주사 영원토록 너희와 함께 있게 하시리니 17. 저는 진리의 영이라 세상은 능히 저를 받지 못하나니 이는 저를 보지도 못하고 알지도 못함이라 그러나 너희는 저를 아나니 저는 너희와 함께 거하심이요 또 너희 속에 계시겠음이라
공동번역 (1977년, 신약은 1971년)
16. 내가 아버지께 구하면 다른 협조자를 보내주셔서 너희와 영원히 함께 계시도록 하실 것이다. 17. 그분은 곧 진리의 성령이시다. 세상은 그분을 보지도 못하고 알지도 못하기 때문에 그분을 받아들일 수 없지만 너희는 그분을 알고 있다. 그분이 너희와 함께 사시며 너희 안에 계시기 때문이다.
표준새번역 (1993년)
16. 내가 아버지께 구하겠다. 그러면 아버지께서 다른 보혜사를 너희에게 보내셔서 영원히 너희와 함께 있게 하실 것이다. 17. 그분은 진리의 영이시다. 세상은 그분을 보지도 못하고 알지도 못하므로, 그분을 맞아들일 수가 없다. 그러나 너희는 그분을 안다. 그것은 그분이 너희와 함께 계시고 또 너희 안에 계시기 때문이다.
개역개정 (1998년)
16. 내가 아버지께 구하겠으니 그가 또 다른 보혜사를 너희에게 주사 영원토록 너희와 함께 있게 하시리니 17. 저는 진리의 영이라 세상은 능히 저를 받지 못하나니 이는 저를 보지도 못하고 알지도 못함이라 그러나 너희는 저를 아나니 저는 너희와 함께 거하심이요 또 너희 속에 계시겠음이라
가톨릭성경 (2005년)
16. 그리고 내가 아버지께 청하면, 아버지께서는 다른 보호자를 너희에게 보내시어, 영원히 너희와 함께 있도록 하실 것이다. 17. 그분은 진리의 영이시다. 세상은 그분을 보지도 못하고 알지도 못하기 때문에 그분을 받아들이지 못하지만, 너희는 그분을 알고 있다. 그분께서 너희와 함께 머무르시고 너희 안에 계시기 때문이다.

## 같이 보기
- 화신
  - 아바타라(아바타)